# Leonardo De Martino
Leonardo De Martino vagy albán nevén Leonard Martini (Greci, 1830 – Sarno, 1923. július 12.) arberes ferences szerzetes, pedagógus, albán és olasz nyelven alkotó költő. 1865-től három évtizeden át ferences misszionáriusként Észak-Albánia iskoláiban tanított. Bár elsősorban költői életműve jelentős, az albán irodalom történetében ő írta az első albán nyelvű drámai művet Nata Këshnellavet (’Karácsony éjszakán’) címmel (1880).

## Életútja
A dél-olaszországi Campania egyik arberes falujában született, tanulmányait követően ferences szerzetes lett. Rendje 1865-ben az albániai Shkodra és Lezha vidékére küldte misszióba. Miután a szintén arberes származású Francesco Crispi olasz oktatásügyi miniszternél kijárta hozzá az anyagi támogatást, De Martino megnyitotta az első albániai olasz tannyelvű alapiskolát. Albániai tartózkodása során egy ideig a mirditai kapitány, Bibë Doda titkáraként is tevékenykedett, egyúttal fia, Prenk Bibë Doda magántanítója volt. Ő keresztelte meg Gjergj Fishtát, az albán irodalom egyik legnagyobb költőjét, akinek később tanára is lett, de tanítványai közé tartoztak Filip Shiroka és Ndre Mjeda költők is.
Mintegy három évtizedes albániai missziót követően a 19. század végén visszatért Olaszországba. Hogy hazautazásának oka megérdemelt nyugdíjazása volt-e vagy az Észak-Albániában kultuszprotektorátori státusát védelmező Osztrák–Magyar Monarchia nyomásának engedett, nem tudja az irodalomtörténet-írás. Ezt követően visszavonultan élt, a sarnói kolostorban halt meg kilencvenhárom éves korában.

## Munkássága
De Martino több kortársa szerint született költő volt, annál is inkább, mert nem arberes anyanyelvén, hanem az albán geg dialektusában és olaszul írta döntően vallásos témájú verseit. Verselésében a 19. századi római katolikus költő, Pjetër Zarishi által megteremtett költészeti hagyományt követte. Műveit eleinte nem akarta kiadni, másolatokban terjedtek Észak-Albánia vidékein, mígnem egyik pap barátja, Ndue Bytyçi meg nem győzte a kiadásuk jelentőségéről. 442 oldalas, albán és olasz nyelvű verseit vegyesen tartalmazó kötete 1881-ben Velencében jelent meg L’Arpa di un italo-albanese (’Egy olaszországi albán hárfája’) címmel. Művei érett és csiszolt költői formanyelvről vallanak, De Martino mestere volt a prozódiának is. Neki köszönhető, hogy a jambikus verselés először szólalt meg albán nyelven, illetve ő vezette be az albán irodalomba a szapphói strófát.
Költői munkássága mellett írt néhány vallási témájú értekezést (pl. Arbenorve t’kersctén t’Grisciun Festuér, ’Ünnepi szózat a keresztény albánokhoz’, 1896), valamint 1880-ban egy rövid karácsonyi misztériumjátékot – az albán nyelvű irodalom első drámai művét – Nata Këshnellavet (’Karácsony éjszakán’) címmel. Élete során számos olasz vallásos művet fordított albánra.

## Strausz Adolf találkozása De Martinóval
Strausz Adolf hatodmagával 1885-ben járt egy észak-albániai kutatóúton, amelynek során a Lezha közelében lévő ferences kolostorban személyesen találkozott De Martinóval. Ezeket a pillanatokat így örökítette meg később:

„Csak most néztem meg először a különös remete alakot. Erőteljes magas fiatal ember volt, ki bizonyos tekintélyt tudott magának kölcsönözni. Nem csuda. Ő Albániában nagyon hires ember. Ő az albán nép legnagyobb élő költője, ki albán nyelven több kötetnyi költői elbeszélést s különösen sok szonettet irt. Ép akkor mutogatta azokat a köszönő leveleket, melyeket a világ minden részéből kapott. Egyes politikai, költői és más tekintélyektől származtak a levelek, a kiknek műveit beküldte. Végtelen kegyelettel rakosgatja a remete költő, kit Leonardo del Martinonak neveznek, ezeket a köszönő iratokat. A világ összes kincseért meg nem válnék tőlök. Szándéka volt ugyan valamennyi levelet nekünk felolvasni, a mi nem valami nagyon szerény kivánságnak tünhetett fel előttünk, mert az a nehány száz levél felolvasása legalábbis 2–3 napot vett volna igénybe. Nekünk azonban még az nap kellett Méduába menni, hogy másnap reggel a Lloyd gőzösön Durazzóba hajózzunk. Legnagyobb sajnálatunkra sem voltunk abban a helyzetben, hogy kivánságának eleget tegyünk. Még csak egy lapot adott emlékül. A Fanruri Arberit, vagy is la Bandiera del Albana volt ez, vagyis az egyetlen albán ujság, melynek egyik főoszlopa ép az az előttünk álló Leonardo. Megmutatta az egyszerü kápolna belsejét, nehány sírboltot, s oda vezetett, a hol búcsúra gyülekszik a vidéki lakosság évenkint, mire mi is búcsút vettünk tőle.”

– Strausz Adolf: A Balkan félsziget I.: Macedonia, Észak-Albánia és Montenegró. Budapest: Márkus Samu Könyvnyomdája. 1888.   148–149. o. 